# Jungle Book Shonen Mowgli
Jungle Book Shonen Mowgli (ジャングルブック　少年モーグリ, Janguru Bukku Shōnen Mōguri) is een animeserie uit 1989, gebaseerd op Rudyard Kiplings verhalenbundel Het jungleboek. De serie telt 52 afleveringen.
De serie is in nagesynchroniseerde vorm in Nederland te zien geweest op de voormalige zender Kindernet.

## Verhaal
De plot van de serie volgt grotendeels de verhalen van Kipling, maar voegt ook enkele nieuwe elementen toe. Men ziet hoe de jongen Mowgli als peuter bij een roedel wolven komt en bij hen opgroeit. In de loop van de serie ontwikkelt hij een vijandschap met de tijger Shere Khan. Hij ontmoet uiteindelijk andere mensen, waaronder Meshua en haar familie. Hij trekt aan het eind van de serie bij hen in.
In de serie zijn ook enkele elementen verwerkt uit andere verhalen van Kipling waar Mowgli niet in voorkomt, zoals de mangoest Rikki-Tikki-Tavi.

## Muziek
De Japanse titelsong en aftitelingsmuziek, "GET UP ~Aio Shinjite~" en "Chikyuu no ko (地球の子), zijn ingezongen door de Japanse vocalisten Toshiya Igarashi en Hashimoto Shiori. De Engelstalige titelsong en aftitelingsmuziek, "Look Up" en "A Child is Learning", zijn beide ingezongen door de Amerikaanse vocalist Suzi Marsh.